# Batalla de Saumur
La Batalla de Saumur (9 de junio de 1793) fue un enfrentamiento militar librado en el contexto de la Guerra de la Vendée.

## Antecedentes
Durante las semanas previas los republicanos habían concentrado a sus fuerzas en Saumur y Thouars en preparación de una ofensiva general. Sin embargo, los vandeanos reaccionaron antes y comenzaron a cercar ambas urbes, apoderándose de los pueblos cercanos. Thouars cayó el 5 de mayo, así que los republicanos intentaron recuperarla en la noche del 8 de junio.

## La batalla
Finalmente, ante la manifiesta debilidad de sus enemigos, en la tarde del día 9 tres columnas de vandeanos forzaron las defensas de la ciudad simultáneamente. En el sudeste de la ciudad, el centro y el ala derecha de los vandeanos son detenidos frente al castillo de Saumur. En el suroeste avanza el flanco izquierdo vandeano, consiguiendo tomar el puente de Fouchard sobre el Thouet. Tras ser rechazados tres veces por los coraceros republicanos, los vandeanos se reorganizan y fuerzan al enemigo a huir. Sabiendo de la derrota en el suroeste, el resto de las tropas republicanas entra en pánico e intenta escapar; cuando los vandeanos lanzan un nuevo ataque en el sudeste las defensas colapsan rápidamente. Los restos de las unidades republicanas que aún resisten en la ciudad quedan atrapados en bastiones aislados que se rinden sucesivamente durante el resto del día.

## Consecuencias
Saumur fue la mayor victoria de los vandeanos en el conflicto. Gracias a su captura se hicieron con un gran número de prisioneros, municiones y armas, además del control del Loira y de una de las ciudades más importantes de su región. Su destacada actuación en la victoria fue clave para que tres días más tarde, bajo consejo de Lescure, Cathelineau fuera nombrado generalísimo de los vandeanos.
Entre los vencidos estaba el general Pierre Quétineau, quien ya había tenido que capitular en Thouars con 3.000 hombres bajo su mando. Los vandeanos lo habían liberado con sus soldados bajo la promesa de no volver a luchar contra ellos –sus soldados fueron liberados tras hacer el mismo juramento y se les cortó el pelo para identificarlos–. Tras ser arrestado por orden de la Convención Nacional, Quétineau rompió su juramento y volvió a combatir contra los vandeanos. Nuevamente vencido, se le ofrece pasarse al bando realista ya que se sabía que no le perdonarían la nueva derrota pero rechaza la propuesta por convicciones y miedo a que el castigo cayera sobre su familia. Condenado por un Tribunal Revolucionario, fue guillotinado el 17 de marzo de 1794.